# Pentalath
Pentalath, ursprünglich Ndengrod genannt, ist ein strategisches Brettspiel für zwei Spieler.
Pentalath und Yavalath, beide von Nestorgames vertrieben, sind die ersten (und bisher einzigen) kommerziell erfolgreichen Spiele, die nicht direkt von Menschen entwickelt, sondern von einem Computerprogramm erzeugt wurden. Dieses Programm namens Ludi, entwickelt von Spieleerfinder und Informatiker Cameron Browne, nutzt Methoden der genetischen Programmierung.

## Regeln
Das Brett ist trapezförmig und besteht aus 70 sechseckigen Feldern. Das Spiel kann aber auch auf anderen Brettern gespielt werden, z. B. dem sechseckigen von Yavalath. Die Spieler setzen abwechselnd einen Stein ihrer jeweiligen Farbe auf ein freies Feld. Das Ziel des Spiels ist, eine gerade Reihe von fünf oder mehr eigenen Steinen zu bilden.
Es gilt die Schlagregel des Go: gleichfarbige Steine bilden Blöcke, wobei Steine auf benachbarten Feldern zum selben Block gehören, und wenn das letzte Nachbarfeld (die letzte Freiheit) eines Blocks vom Gegner besetzt wird, ist der Block geschlagen und seine Steine werden vom Brett genommen. Wie beim Go darf man nicht so setzen, dass ein eigener Block ohne Freiheit entsteht und dabei keine gegnerischen Steine geschlagen werden.